# 傑雷尼厄姆鎮區 (內布拉斯加州瓦利縣)
傑雷尼厄姆鎮區（英語：Geranium Township）是位於美國內布拉斯加州瓦利縣的一個行政鎮區。

## 地方資料
傑雷尼厄姆鎮區的面積為92.63平方千米，皆為陸地。根據2020年美國人口普查的數據，當地共有人口65人，而人口密度為每平方千米0.7人。